# Lascov
Lascov es un municipio del distrito de Bardejov, en la región de Prešov, Eslovaquia. Tiene una población estimada, a fines del año 2020, de 581 habitantes. 
Se encuentra ubicado en el centro-norte de la región, cerca del río Topľa (cuenca hidrográfica del río Tisza) y de la frontera con Polonia.

## Demografía
| Año        | 1994 | 2004    | 2014    | 2024    |
| ---------- | ---- | ------- | ------- | ------- |
| Población  | 488  | 530     | 560     | 604     |
| Diferencia |      | +8,60 % | +5,66 % | +7,85 % |

| Año        | 2023 | 2024    |
| ---------- | ---- | ------- |
| Población  | 597  | 604     |
| Diferencia |      | +1,17 % |